# جيمس إتش. شوارتز
جيمس إتش. شوارتز هو سياسي أمريكي، ولد في 29 يناير 1928 في أوتوموا في الولايات المتحدة. نشط حزبياً في Iowa Democratic Party ‏. وقد انتخب عضو مجلس نواب ولاية آيوا ‏.